# Cairns
Cairns – miasto i port w północnej części stanu Queensland w Australii liczące ponad 220 tys. mieszkańców.
Założone w 1876 roku, początkowo jako port mający służyć kopalniom złota i innych metali (tzw. gorączka cynowa w latach 80. XIX wieku) położonym na zachód od miasta, przekształciło się w ośrodek przemysłu cukrowniczego (w bezpośredniej okolicy liczne plantacje trzciny cukrowej, zbiory dwa razy w roku), a obecnie jest znaczącym ośrodkiem turystycznym. Ponadto w mieście rozwinął się przemysł chemiczny, spożywczy oraz stoczniowy. W Cairns kończy się droga stanowa Bruce Highway oraz linia kolejowa North Coast z Brisbane. W mieście działają kampusy James Cook University oraz Central Queensland University.
Cairns przyciąga turystów dogodnie położonym portem lotniczym oraz lokalizacją. Wielka Rafa Koralowa znajduje się zaledwie o 1 do 1,5 godziny rejsu szybką łodzią od portu. Ponadto jest bazą wypadową dla uprawiania spływów górskimi rzekami, a w pobliskich górach paralotniarstwa.

## Turystyka
W pobliżu znajdują się także:
- Tjapukai Aboriginal Cultural Park[3].
- Skyrail Rainforest Cableway(inne języki), 7,5-kilometrowa kolejka linowa ponad lasem tropikalnym
- Pandanus swamp board walk, bagnisty teren porośnięty drzewami pandanusa z drewnianym pomostem
- ogród botaniczny Flecker Botanic Gardens(inne języki)[4]
- farma hodowli krokodyli
- Kuranda Scenic Railway, zbudowana ponad 100 lat temu niezwykle kręta linia kolejowa z Cairns do pobliskiego miasteczka Kuranda - 15 tuneli, liczne mosty i wodospady, 300-metrowa przepaść
- Port Douglas, popularna miejscowość wczasowa, ok. 70 km na północ od Cairns
- Park narodowy Daintree(inne języki), z wilgotnym lasem deszczowym)[5]
- Cape Tribulation, miejsce lądowania Kapitana Jamesa Cooka

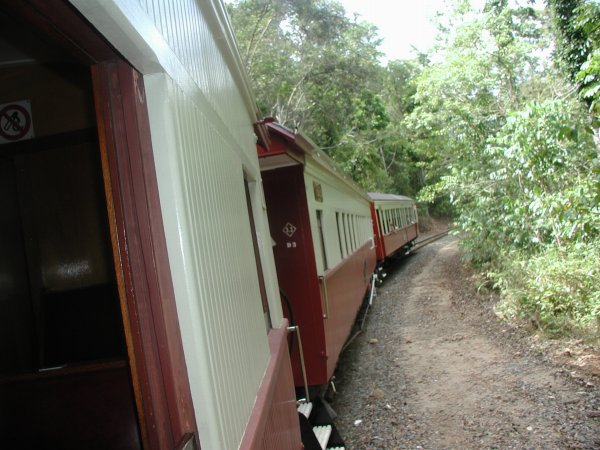
Wąskotorowa kolejka z Cairns do Kurandy - Kuranda Scenic Railway
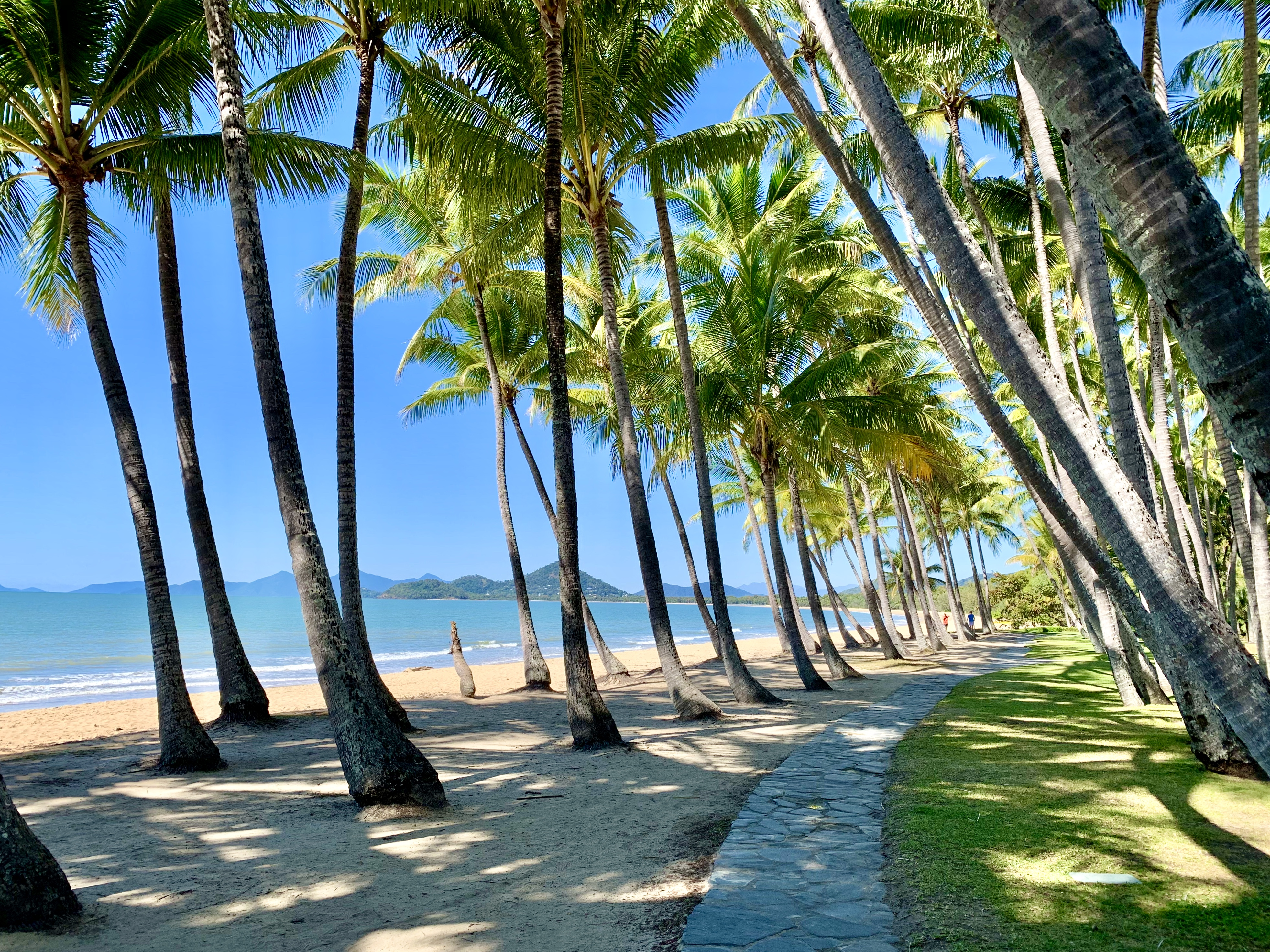
Palm Cove(inne języki)

## Klimat
Cairns leży w strefie tropikalnego klimatu monsunowego (klasyfikacja Köppena – Am). Najlepsze warunki pogodowe dla turystów panują w okresie zimy - od maja do października. W lecie panuje tropikalny upał (przeciętna temperatura wynosi 30 °C), duża wilgotność powietrza i ciągłe, gwałtowne opady - suma opadów od stycznia do marca wynosi 1300 mm. Okoliczne rzeki przybierają przecinając drogi, a Daintree River przybiera nawet o 15 metrów, więc nie jest to okres sprzyjający turystyce. 
| Miesiąc | Sty  | Lut  | Mar  | Kwi  | Maj  | Cze  | Lip  | Sie  | Wrz  | Paź  | Lis  | Gru  | Roczna |
| --- | ---- | ---- | ---- | ---- | ---- | ---- | ---- | ---- | ---- | ---- | ---- | ---- | ------ |
| Średnie temperatury w dzień [°C]                                                                                      | 31.6 | 31.3 | 30.7 | 29.4 | 27.9 | 26.3 | 25.9 | 26.7 | 28.4 | 29.8 | 30.8 | 31.6 | 29,2   |
| Średnie dobowe temperatury [°C]                                                                                       | 27.8 | 27.7 | 26.9 | 25.7 | 24.1 | 22.3 | 21.5 | 22.1 | 23.6 | 25.4 | 26.7 | 27.7 | 25,1   |
| Średnie temperatury w nocy [°C]                                                                                       | 23.9 | 24.0 | 23.1 | 21.9 | 20.2 | 18.2 | 17.1 | 17.5 | 18.8 | 20.9 | 22.5 | 23.7 | 21,0   |
| Opady [mm] | 379  | 448  | 378  | 215  | 89.0 | 40.8 | 30.9 | 28.9 | 34.8 | 48.2 | 112  | 178  | 1982   |
| Średnia liczba dni z opadami                                                                                          | 18.1 | 18.4 | 18.4 | 18.8 | 14.0 | 9.1  | 8.8  | 8.2  | 7.1  | 8.1  | 11.8 | 14.1 | 155    |
| Średnie usłonecznienie [h]                                                                                            | 217  | 183  | 202  | 207  | 211  | 216  | 226  | 245  | 264  | 276  | 252  | 242  | 2745   |
| Źródło: Bureau of Meteorology (liczba dni z opadami dla wartości 0,1 mm, wysokość 2 m n.p.m., nad oceanem, 1981-2010) |      |      |      |      |      |      |      |      |      |      |      |      |        |

| Sty  | Lut  | Mar  | Kwi  | Maj  | Cze  | Lip  | Sie  | Wrz  | Paź  | Lis  | Gru  | Rok  |
| ---- | ---- | ---- | ---- | ---- | ---- | ---- | ---- | ---- | ---- | ---- | ---- | ---- |
| 29,4 | 29,3 | 28,4 | 27,7 | 26,1 | 24,5 | 23,8 | 24,0 | 24,8 | 26,3 | 27,5 | 28,9 | 26,7 |

## Miasta partnerskie
Miasta partnerskie Cairns:
- Lae, Papua-Nowa Gwinea (22.06.1984)
- Minami, Japonia (1.04.1969)
- Oyama, Japonia (15.05.2006)
- Ryga, Łotwa (1990)
- Scottsdale, Stany Zjednoczone (6.07.1987)
- Sidney, Kanada (1984)
- Zhanjiang, Chińska Republika Ludowa (25.08.2004)